# Jeff Hanneman
Jeff Hanneman (Oakland (Californië), 31 januari 1964 – Hemet, 2 mei 2013) was een van de twee gitaristen van de Amerikaanse thrashmetalband Slayer. Samen met andere gitarist Kerry King, bassist en vocalist Tom Araya en drummer Dave Lombardo werd deze band gevormd.

## Inspiratie
Hanneman stond bekend om zijn interesse in nazi-Duitsland. Zijn bekendste gitaar, een ESP, heeft een camouflagepatroon. Werk van Hanneman gaat veelal over  de Tweede Wereldoorlog. Een bekend voorbeeld hiervan is het lied Angel of Death, dat gaat over Josef Mengele, die medische experimenten uitvoerde op concentratiekampgevangenen. Het kreeg kritiek omdat Hanneman de ideeën van Nazi's zou ondersteunen. De bandleden hebben echter altijd ontkend sympathieën voor nazisme/rechts-extremisme te hebben.

## Apparatuur
Tijdens de Show No Mercy en Hell Awaits tour gebruikte Hanneman een zwarte Gibson Les Paul. In 1986 begon hij te spelen op gitaren van Bc Rich. In 1990 begon hij op zijn Custom Shop Jackson Soloist te spelen, die bekend was bij de fans door de witte stickers op de body. Rond 2000 stapte hij over op gitaren van ESP. Later bracht ESP een Hanneman Signature Serie uit. Hanneman gebruikte bij optredens zes verschillende gitaren, die verschillend gestemd waren.
Gitaren en toebehoren
- Jackson Custom Shop Soloist met twee EMG-elementen
- ESP Signature Series met EMG-elementen
- Kahler-bruggen
- D'Addario .009-.042-snaren

Effecten
- Dunlop Crybaby From Hell Wah-Wah Pedal
- Eventide H3000S Harmonizer
- MXR Super Comp
- MXR Smart Gate
- BOSS RGE-10 (10 band EQ)
- Monster-gitaarsnoer

Versterkers
- Marshall JCM-800-versterkers
- Marshall ModeFour Speaker Cabinets (280 of 400 watt)

## The Big 4-tournee in 2011
In 2011 kreeg Hanneman een ontsteking nadat hij door een spin werd gebeten. De toer bleef doorgaan en Gary Holt, gitarist van de band Exodus verving Hanneman. Tijdens een Big 4-concert in Indio, Californië, kwam hij zeer onverwachts het podium op. De rechtermouw van zijn shirt was eraf gescheurd, waardoor Hanneman's arm aan het licht kwam. Op de schermen naast het podium, was duidelijk te zien hoe slecht zijn arm eigenlijk was. Er was een litteken te zien van bijna 8 cm lang.
Eind 2011 werden er nieuwe data aangekondigd voor 2012. Hanneman verscheen nog niet spelend op het podium; hij verbleef twee maanden in het ziekenhuis door de spinnenbeet. Hanneman had de infectie necrotiserende fasciitis.
Op 2 mei 2013 overleed Hanneman op 49-jarige leeftijd aan leverfalen door levercirrose, vanwege langdurig overmatig alcoholgebruik.
- Bibsys: 5101435
- Biblioteca Nacional de España: XX1610690
- Gemeinsame Normdatei: 135468167
- International Standard Name Identifier: 0000 0000 7824 425X
- MusicBrainz: c96af26a-6b62-4190-b707-20c057e31c17
- Istituto Centrale per il Catalogo Unico: DDSV175495
- Virtual International Authority File: 15988999
- WorldCat: E39PBJcgr9VB84JvBq8KB6TWDq